# Józef Fortuna
Józef Fortuna (ur. 11 września 1952 w Makowie Podhalańskim) – polski polityk, samorządowiec, lekarz, poseł na Sejm IV kadencji.

## Życiorys
Ukończył w 1979 studia na Wydziale Lekarskim Akademii Medycznej w Gdańsku, następnie uzyskał stopień doktora nauk medycznych. Od 1979 pracuje w szpitalu w Suchej Beskidzkiej (był m.in. zastępcą ordynatora chirurgii ogólnej). Prowadzi także indywidualną praktykę lekarską w zakresie chirurgii i onkologii.
W latach 1998–2002 pełnił funkcję radnego powiatu suskiego z listy Akcji Wyborczej Solidarność. W 2004 objął mandat posła IV kadencji z okręgu chrzanowskiego z listy Prawa i Sprawiedliwości (w miejsce wybranego do Parlamentu Europejskiego Adama Bielana). Nie został umieszczony na liście wyborczej w wyborach parlamentarnych w 2005. Objął w tym samym roku mandat radnego sejmiku małopolskiego za innego radnego, który został posłem. W 2006 ponownie dostał się do rady powiatu suskiego, kandydując z lokalnego i konkurencyjnego wobec PiS komitetu. W 2010 uzyskał reelekcję. Zrezygnował z mandatu w trakcie kadencji w związku z objęciem stanowiska wicedyrektora w lokalnym zakładzie opieki zdrowotnej.
W 2023 został odznaczony Złotym Krzyżem Zasługi.